# ملريش اشتات
ملريش اشتات (بالألمانية: Mellrichstadt) هي place with town rights and privileges و بلدة ألمانية تقع في ألمانيا في بافاريا. يقدر عدد سكانها بـ 6,145 نسمة .

## أعلام
- ويلهلم هاينز شرودر